# Berryer
Berryer is een sinds 1925 tot de Belgische adel behorend geslacht.

## Geschiedenis
De bewezen stamreeks begint met de Luikse goudsmid Gilles Berrier die in 1692 werd geboren, en daarmee de oudst bekende persoon in dit geslacht is. Ook nageslacht van de stamvader was goudsmid en juwelier in die stad.
In 1925 werd nazaat Paul Berryer (1868-1936), senator en minister, verheven in de Belgische erfelijke adel met de titel van burggraaf overgaande bij eerstgeboorte. In 1928 verkreeg zijn zoon, ambassadeur Joë Berryer (1897-1978), vergunning de titel van burggraaf al bij leven van zijn vader te dragen. In 1971 verkreeg de oudste zoon van de laatste eveneens een dergelijke vergunning terwijl de twee jongere zonen tezelfdertijd de titel van burggraaf verkregen, eveneens met overgang bij eerstgeboorte.

### Wapenbeschrijving
- 1925: In lazuur, een keper van zilver, vergezeld van drie bijen van goud. Het schild getopt voor den titularis ... met eene burggrafelijke kroon, en gehouden door twee leeuwen van goud, genageld en getongd van keel. Het schild overtopt voor de andere nakomelingen met eenen helm van zilver, gekroond, getralied, gehalsband en omboord van goud, gevoerd en vastgehecht van keel, met dekkleeden van zilver en lazuur. Helmteeken: een bie van het schild. Wapenspreuk: 'Prudenter sed fortiter' van zilver, op eenen spreukband van lazuur.
- 1971: In azuur, een keper van zilver, vergezeld van drie bijen van goud. Een helm van zilver, gekroond, getralied, gesierd en omboord van goud, gevoerd en gehecht van keel. Dekkleden: zilver en azuur. Helmteken: een bij van het schild. Wapenspreuk: 'Prudenter sed fortiter' in letters van zilver, op een lint van azuur. Bovendien, voor de [titularissen] ... het schild gedekt met een burggravenkroon, en gehouden door twee leeuwen van goud, geklauwd en getongd van keel.

## Enkele telgen
Paul Marie Clément Charles burggraaf Berryer (1868-1936), senator en minister
- Joë burggraaf Berryer (1897-1978), ambassadeur; trouwde in 1925 met jkvr. Ghislaine de Bassompierre (1904-1978), telg uit het geslacht De Bassompierre en dochter van ambassadeur Albert baron de Bassompierre (1873-1956)
  - Dr. Michel burggraaf Berryer (1928-2008), jurist en Europees ambtenaar
    - Nicolas burggraaf Berryer (1962), chef de famille

### Adellijke allianties
- Stas de Richelle (1920); De Macar (1922); De Bassompierre (1925); De Lichtervelde (1952); De Jonghe d'Ardoye (1959); Van der Straten Waillet (1965); Donnet (1976); Van der Rest (1978); De Crombrugghe de Piquendale (1978); Papeians de Morchoven dit van der Strepen (1992); Cornet de Ways-Ruart (1997); De Robiano (2006)